# Ройгос
Ройгос ххх или Райздос (на старогръцки: Ραίζος, Raízdos; Ροίγος, Roígos, Raizdos or Roigos) е цар на Одриското царство в Тракия сл. ок. 280 пр.н.е.
Той е вероятно син на Котис 69 II (369 – 280 пр.н.е.), синът на цар Севт III (331 – 305 пр.н.е.). Ройгос е последван от Котис III.

## Памет
- Рид Ройгос на Антарктическия полуостров е наименуван на владетеля.[2][3]